# Maria Ljunggren
Maria Augusta Ljunggren, född 7 juli 1862 i Fjelie socken, Malmöhus län, död 18 november 1952 i Lund, var en svensk skolledare.
Ljunggren, som var dotter till folkskollärare Hans Ljunggren och Karna Christensson, avlade avgångsexamen från folkskollärarseminariet i Kalmar 1882, blev förste lärarinna vid Malmöhus läns landstings småskolelärarinneseminarium i Lund samma år och var föreståndarinna där från 1916. Hon tillhörde Lunds stadsfullmäktige från 1915 och var innehavare av guldmedalj för medborgerlig förtjänst.